# Slobodan Kezunović
Slobodan Kezunović, bosansko-hercegovski general, * 26. julij 1920, † 9. marec 2006.

## Življenjepis
Leta 1941 je vstopil v NOVJ in KPJ; med vojno je bil sprva politični komisar, nato pa poveljnik več enot.
Po vojni je bil med drugim načelnik v Upravi za ljudsko obrambo Izvršnega sveta BiH.